# Дуро, Уго
Уго Дуро Пералес (исп. Hugo Duro Perales; род. 10 ноября 1999, Хетафе) — испанский футболист, нападающий клуба «Валенсия».

## Клубная карьера
Уго — воспитанник системы «Хетафе», в которой он занимался с 5-летнего возраста. Свою первую игру за взрослую команду «синих» он сыграл 24 октября 2017 года, выйдя на замену в кубковом поединке с «Алавесом». 17 марта 2018 года Уго дебютировал в испанской Ла Лиге, заменив Хорхе Молину на 90-й минуте встречи с клубом «Реал Сосьедад». Всего в первом сезоне на взрослом уровне Уго провёл 2 матче в высшем испанском дивизионе, выступая в основном за «Хетафе B» в Терсере. В сезоне 2018/19 он принял участие в 11 встречах первенства Испании. В следующем сезоне состоялся его дебют в еврокубках: 7 ноября 2019 года форвард отыграл 70 минут в матче Лиги Европы против швейцарского «Базеля» и был заменён на Кенеди. 8 июля 2020 года Уго забил свой первый гол в Ла Лиге, поразив ворота «Вильярреала». Всего в сезоне 2019/20 он сыграл в 12 матчах чемпионата, отличившись 1 раз.
27 августа 2020 года состоялся переход нападающего в «Реал» на правах аренды, и он начал выступления за вторую команду клуба — «Кастилью». Во второй половине сезона 2020/21 Уго стали привлекать к тренировкам и матчам первой команды «сливочных». Он дебютировал за неё 21 февраля 2021 года в поединке с «Вальядолидом», заменив Мариано Диаса на 66-й минуте.

## Карьера в сборной
3 сентября 2020 года Уго результативно дебютировал за молодёжную сборную Испании в матче со сверстниками из Северной Македонии.